# Shekere
Een shekere (kalebas-shaker, ook djabara) is een Afrikaans percussie-instrument, gemaakt van een kalebas met een netje met zaden of nootjes eromheen.
Het instrument kan bespeeld worden door erop te slaan, aan het netje te plukken zodat de zaden op de kalebas slaan, of het netje in je hand te houden en met de kalebas eroverheen te schuren.

## Geluid
Een ritme, gespeeld op een shekere